# Woltershausen
Woltershausen là một đô thị ở huyện Hildesheim bang Niedersachsen, Đức. Đô thị này có diện tích 16,38 km². Dân số thời điểm ngày 31 tháng 12 năm 2006 là 955 người.